# Kensuke Tsukuda
Kensuke Tsukuda (jap. 佃 賢典, Tsukuda Kensuke; * 28. Juni 1977 in der Präfektur Shizuoka) ist ein ehemaliger japanischer Fußballspieler.

## Karriere
Tsukuda erlernte das Fußballspielen in der Jugendmannschaft von Júbilo Iwata. Seinen ersten Vertrag unterschrieb er 1996 bei Júbilo Iwata. Der Verein spielte in der höchsten Liga des Landes, der J1 League. Mit dem Verein wurde er 1997 japanischer Meister. Ende 1998 beendete er seine Karriere als Fußballspieler.

## Erfolge
Júbilo Iwata
- J1 League

Meister: 1997
Vizemeister: 1998
- J.League Cup

Sieger: 1998
Finalist: 1997